# 杨复兴
杨复兴（1929年—2000年1月1日），藏族，藏名班麻旺秀（藏語：པད་མ་དབང་ཕྱུག），甘肃卓尼人，末代卓尼土司，中华人民共和国政治人物。

## 生平
1937年8月，父亲杨积庆和兄长杨琨死于兵变，年仅8岁的杨复兴继任第二十代卓尼土司并兼洮岷路保安司令。1949年9月11日，杨复兴率部起义。1950年2月，与阿拉善蒙古亲王达理扎雅的次女达芝芬结婚。1950年10月1日，中国共产党卓尼自治区工作委员会和卓尼自治区行政委员会成立，隶属甘肃省岷县专区；同时，杨复兴宣布在卓尼废除土司制度。政务院第五十七次政务会议通过批准任命杨复兴为卓尼自治区行政委员会主任。1953年任甘肃省人民政府委员、甘南藏族自治州副州长、甘南军分区副司令员、西北军政委员会民族委员会委员。1954年，当选第一届全国人民代表大会代表。1955年7月25日甘肃省人民委员会报请中央内务部将甘南藏族自治州的卓尼自治区改为卓尼县，杨复兴任县长。
1956年加入中國共產黨。1973年初春国务院科教组正式发文同意恢复西北民族学院。1973年7月12日，中共甘肃省委任命苏克勤为中共西北民族学院党委书记，王亦农任副书记；杨复兴、李清如为党委委员；同时任命苏克勤兼任西北民族学院革命委员会主任，王亦农、杨复兴任革委会副主任。
1981年1月，杨复兴调任甘肃省人大常委会副主任兼民族委员会主任职务，并任省人大党组成员。多次出面协调解决了甘南部分牧区长达几十年未能解决的草山纠纷。连选为甘肃省第六、第七届人民代表大会常务委员会副主任、党组成员。第八届、第九届全国政协委员、甘肃省人大常委会咨询员等职位。